# Palazzo Ferrari-Di Riso
Der Palazzo Ferrari-Di Riso ist ein Palast aus dem 16. Jahrhundert in Catanzaro in der italienischen Region Kalabrien. Das Gebäude liegt in der Nähe der Kirche Sant’Omobono in der Via Vincenzo de Grazia.

## Geschichte
Der Palast aus dem 16. Jahrhundert gehörte seit 1579 der Familie Ferrari, die noch weitere Paläste in der Stadt besaß. 1755 wurde er wesentlich durch Integration angrenzender Gebäude der Familie Marincola erweitert. Die nächste grundlegende Veränderung stand in den Jahren 1870–1875 an, in denen das Straßenniveau im Westteil des historischen Zentrums von Catanzaro angepasst wurde.

## Beschreibung
Der Palazzo Ferrari-Di Riso ist im Stil des Eklektizismus gehalten und zeigt seit Mitte des 19. Jahrhunderts, der Zeit unter der Herrschaft des Königreichs Neapel, einige klassizistische Elemente; das Portal aus dem späten 16. Jahrhundert ist eines seiner bedeutendsten Besonderheiten. Die Treppe im Innenhof gehört zu den Monumentaltreppen von Ferdinando Sanfelice, einem der bedeutendsten Architekten des 18. Jahrhunderts in Neapel, der insbesondere auch den Palazzo Sanfelice entwarf, der aus dem Jahr 1728 stammt.